# Tauma
Tauma ist ein Ort im Norden des Tabiteuea-Atolls in den zum Inselstaat Kiribati gehörenden Gilbertinseln im Pazifischen Ozean mit einer Landfläche von 0,4 km². Er gehört zum Distrikt North Tabiteuea. 2020 hatte der Ort 233 Einwohner.

## Geographie
Der Ort Tauma liegt auf dem gleichnamigen Motu im nördlichen Teil des Atolls zwischen Kabuna im Süden und der Hauptinsel Nuribenua im Norden. Im Ort gibt es ein traditionelles Versammlungshaus (Tauma Maneaba). Mit Kabuna im Süden ist Tauma durch den Tauma-Kabuna-Damm verbunden.

## Klima
Das Klima ist tropisch heiß, wird jedoch von ständig wehenden Winden gemäßigt. Ebenso wie die anderen Orte des Tabiteuea-Atolls wird Tauma gelegentlich von Zyklonen heimgesucht.